# 116. Panzer-Division
La 116. Panzer-Division (116ª divisione corazzata) fu una divisione corazzata dell'esercito tedesco durante la seconda guerra mondiale.

## Storia
La divisione fu creata il 28 marzo 1944 a Rheine, nel VI. Wehrkreis (distretto militare), dai resti della 16. Panzergrenadier-Division ai quali si aggiunsero in maggio quelli della 179. Reserve-Panzer-Division. Poco dopo la 116. Panzer-Division venne trasferita nell'area del Pas-de-Calais come riserva corazzata sotto il controllo del Heeresgruppe B. Al momento del D-Day, il 6 giugno 1944, la divisione si trovava sulla sponda nord della Senna e verso la metà del mese di luglio era sistemata in riserva nel settore di Caen. In seguito allo sfondamento della parte ovest del fronte tedesco in Normandia le fu ordinato di portarsi nella zona di Vire.
Successivamente prese parte al fallimentare tentativo di tagliare in due le forze statunitensi in Francia. Riuscita a fuggire dalla trappola degli Alleati a Falaise ma quasi completamente annientata, finì per rifugiarsi oltre il fiume Senna, dove i suoi ranghi furono ricostruiti fino a portare la divisione ad una forza combattente di 11.500 uomini e 41 carri armati.
Sotto il I SS-Panzerkorps partecipò alla difesa della città di Aquisgrana contro gli attacchi del XIX Corpo d'armata statunitense, ma prima della caduta della città il 21 ottobre, la 116. Panzer-Division riuscì a sganciarsi e a sfuggire alla cattura. Nel tardo ottobre cambiò nuovamente locazione, venendo posta di fronte al paese di Schmidt, che strappò al costo di 15 carri armati alla 28ª Divisione di fanteria statunitense.
Nell'ultimo periodo di guerra prese parte all'operazione Wacht am Rhein in seno alla 5. Panzerarmee e alla conseguente ritirata verso la Germania agli inizi del 1945. Qui la divisione cercò invano di contenere il dilagare delle forze britanniche e statunitensi sul suolo tedesco. Il 18 aprile 1945 capitolò nella Sacca della Ruhr a reparti della 9ª Armata statunitense assieme ad oltre 300.000 soldati tedeschi.
| Luogo                | Periodo                      |
| Francia              | marzo 1944 - agosto 1944     |
| Germania occidentale | agosto 1944 - dicembre 1944  |
| Ardenne              | dicembre 1944 - gennaio 1945 |
| Germania occidentale | gennaio 1945 - aprile 1945   |

## Ordine di battaglia
116. Panzer-Division
- Stab (quartier generale)
- Panzer-Regiment 16 (reggimento corazzato)
  - Panzer-Abteilung I (battaglione corazzato)[7]
  - Panzer-Abteilung II
- Panzergrenadier-Regiment 60 (reggimento panzergrenadier)
  - Panzergrenadier-Bataillon I
  - Panzergrenadier-Bataillon II
- Panzergrenadier-Regiment 156
  - Panzergrenadier-Bataillon I
  - Panzergrenadier-Bataillon II
- Panzer-Artillerie-Regiment 146 (reggimento artiglieria corazzata)
  - Panzer-Artillerie-Abteilung I
  - Panzer-Artillerie-Abteilung II
  - Panzer-Artillerie-Abteilung III
- Panzer-Aufklärungs-Abteilung 116 (battaglione esplorante corazzato)
- Heeres-Flak-Artillerie-Abteilung 281 (battaglione FlaK dell'esercito)
- Panzerjäger-Abteilung 228 (battaglione cacciacarri)
- Panzer-Pionier-Bataillon 675 (battaglione genio militare corazzato)
- Panzer-Nachrichten-Abteilung 228 (battaglione comunicazioni corazzato)
- Feldersatz-Bataillon 146 (battaglione rimpiazzi)

## Comandanti
| Grado           | Nome                     | Dal               | Fino al           | Note                       |
| Oberst          | Günther von Manteuffel   | 28 marzo 1944     | 30 aprile 1944    | In funzione di comandante. |
| Generalleutnant | Gerhard von Schwerin     | 1º maggio 1944    | 7 agosto 1944     |                            |
| Oberst          | Walter Reinhard          | 7 agosto 1944     | 11 agosto 1944    | In funzione di comandante. |
| Oberst          | Gerhard Müller           | 11 agosto 1944    | 23 agosto 1944    | In funzione di comandante. |
| Generalleutnant | Gerhard von Schwerin     | 24 agosto 1944    | 14 settembre 1944 |                            |
| Oberst          | Heinrich Voigtsberger    | 15 settembre 1944 | 19 settembre 1944 | In funzione di comandante. |
| Generalmajor    | Siegfried von Waldenburg | 19 settembre 1944 | 18 aprile 1945    |                            |